# Штоскопф, Себастьян
Себастьян Штоскопф (нем. Sebastian Stoskopff; 13 июля 1597, Страсбург — 10 февраля 1657, Идштайн) — немецкий (эльзасский) художник. Один из крупнейших немецких мастеров натюрморта первой половины XVII века. Лучшие работы художника собраны в музеях Страсбурга и Саарбрюккена.

## Биография
Себастьян Штоскопф родился 13 июля 1597 года в Страсбурге в семье городского курьера. Уже в 15-летнем возрасте он показал особый талант в живописи и рисовании. Получив поддержку у Городского совета Страсбурга, в 1614 году поступил в обучение к местному художнику и гравёру Фридриху Брентелю. В 1615 году, после смерти отца, был послан для учёбы в Ханау, к жившему там художнику Даниэлю Соро (работы которого до нас не дошли). После смерти Соро в 1619 Штоскопф перенял его мастерскую и учеников. Среди этих учеников был и Иоахим фон Зандрарт, автор первого трактата на немецком языке по истории искусств, выдающийся художник, друг и помощник С. Штоскопфа.
После неудачной попытки получить вид на жительство во Франкфурте-на-Майне Штоскопф уехал в Париж, где жил и работал с 1622 по 1639 г. Здесь он написал свои первые крупноформатные работы — такие, как «Лето» и «Зима». В 1629 году посетил Венецию, затем вновь вернулся в Париж. В 1639 году вернулся в родной Страсбург, где вступил в местную гильдию художников и гравёров. Отношение у него с руководством гильдии бывали напряжённые, так как свободолюбивый мастер не желал подчиняться некоторым, стеснявшим его творчество, правилам устава. Тем не менее, со временем С. Штоскопф разбогател и завоевал известность как выдающийся мастер живописи. В 1646 году он женился на приёмной дочери своей младшей сестры.
Начиная с 1650 года, С. Штоскопф часто приезжал в Идштайн, где жил его друг, меценат и покровитель граф Иоганн, один из немецких феодальных князей лютеранского вероисповедания (как и сам С. Штоскопф) и сторонник Евангелической унии. Большую роль в установлении отношений между графом и художником сыграл И. фон Зандрарт. В 1657 году художник был убит и ограблен хозяином гостиницы и его женой вблизи Идштайна. Дело это раскрылось через 20 лет после совершённого преступления — в рамках проводимого впоследствии процесса над колдунами, в котором ответчиками были также и владельцы гостиницы, первоначально объявившие смерть Штоскопфа как результат неумеренного потребления алкоголя.
В композиции натюрмортов С. Штоскопфа ощущается влияние другого известного немецкого художника, Георга Флегеля. Однако неизвестно, был ли С. Штоскопф знаком с последним либо он видел полотна Г. Флегеля уже после его смерти.

## Галерея

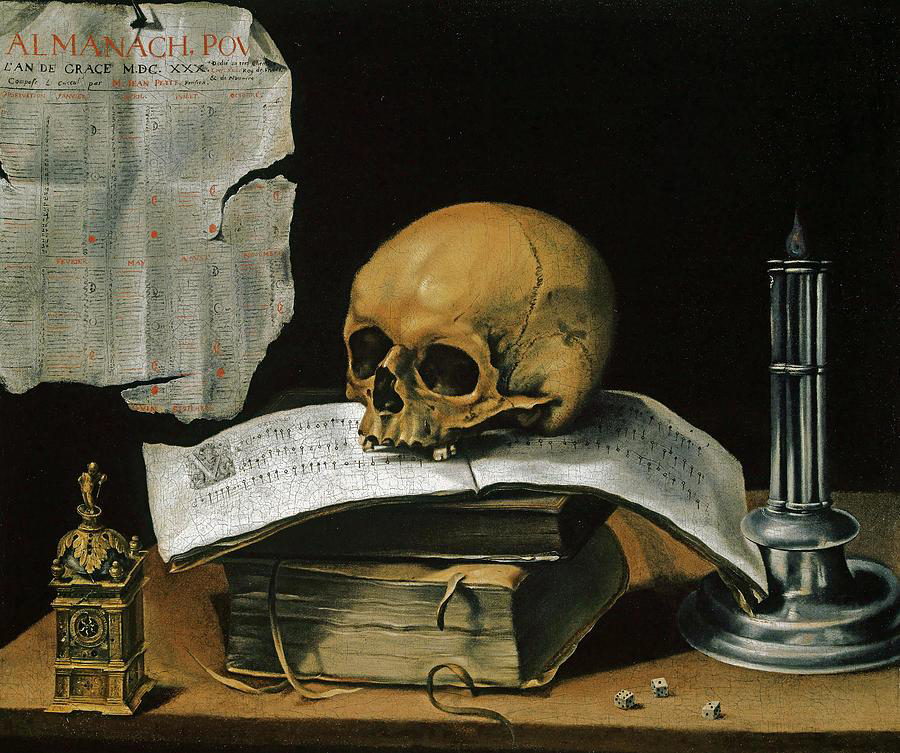
Натюрморт суеты (1630)
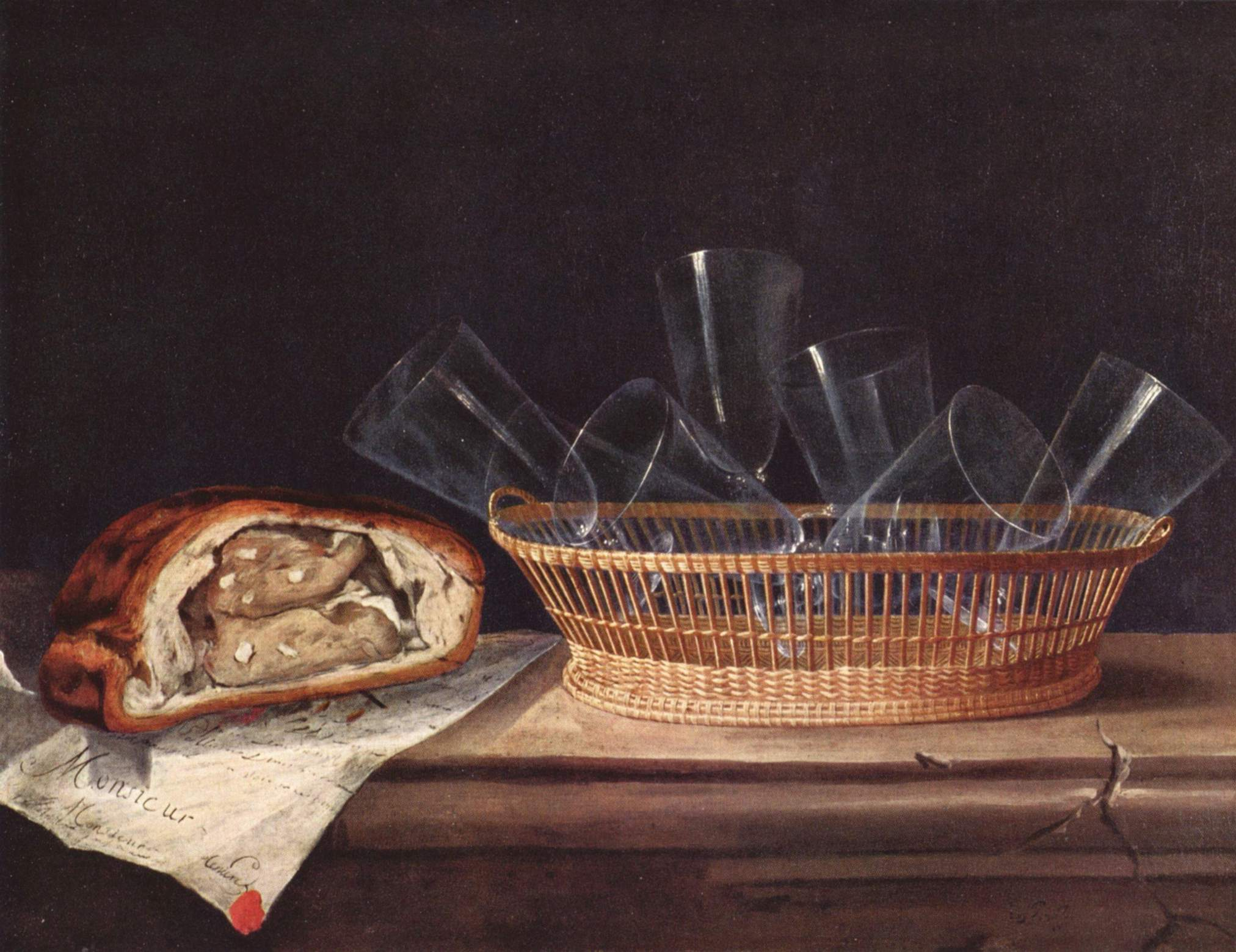
Натюрморт со стаканами и паштетом (ок. 1640)
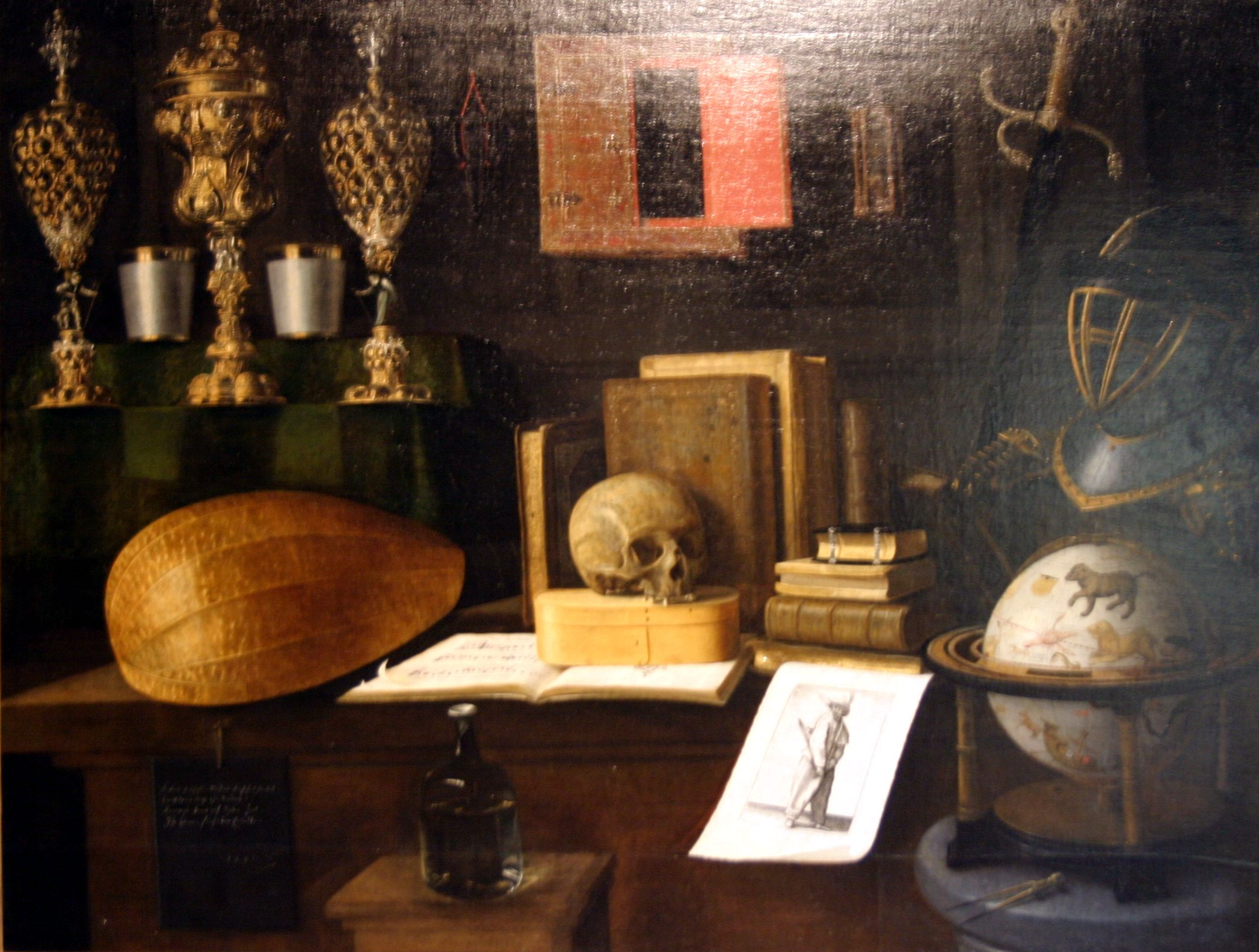
Vanitas (ок. 1650)
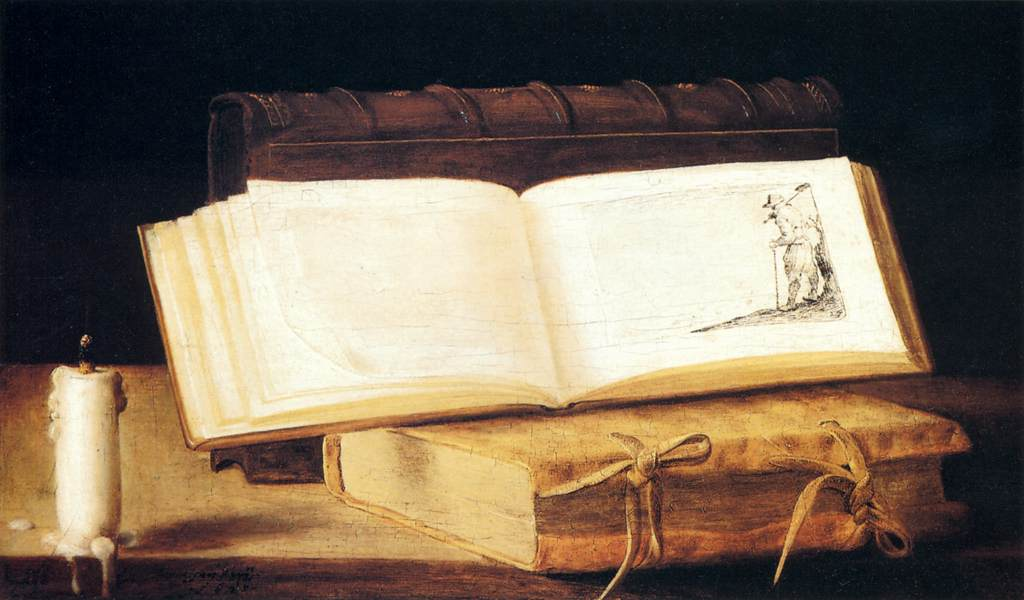
Книги и свеча (1625)
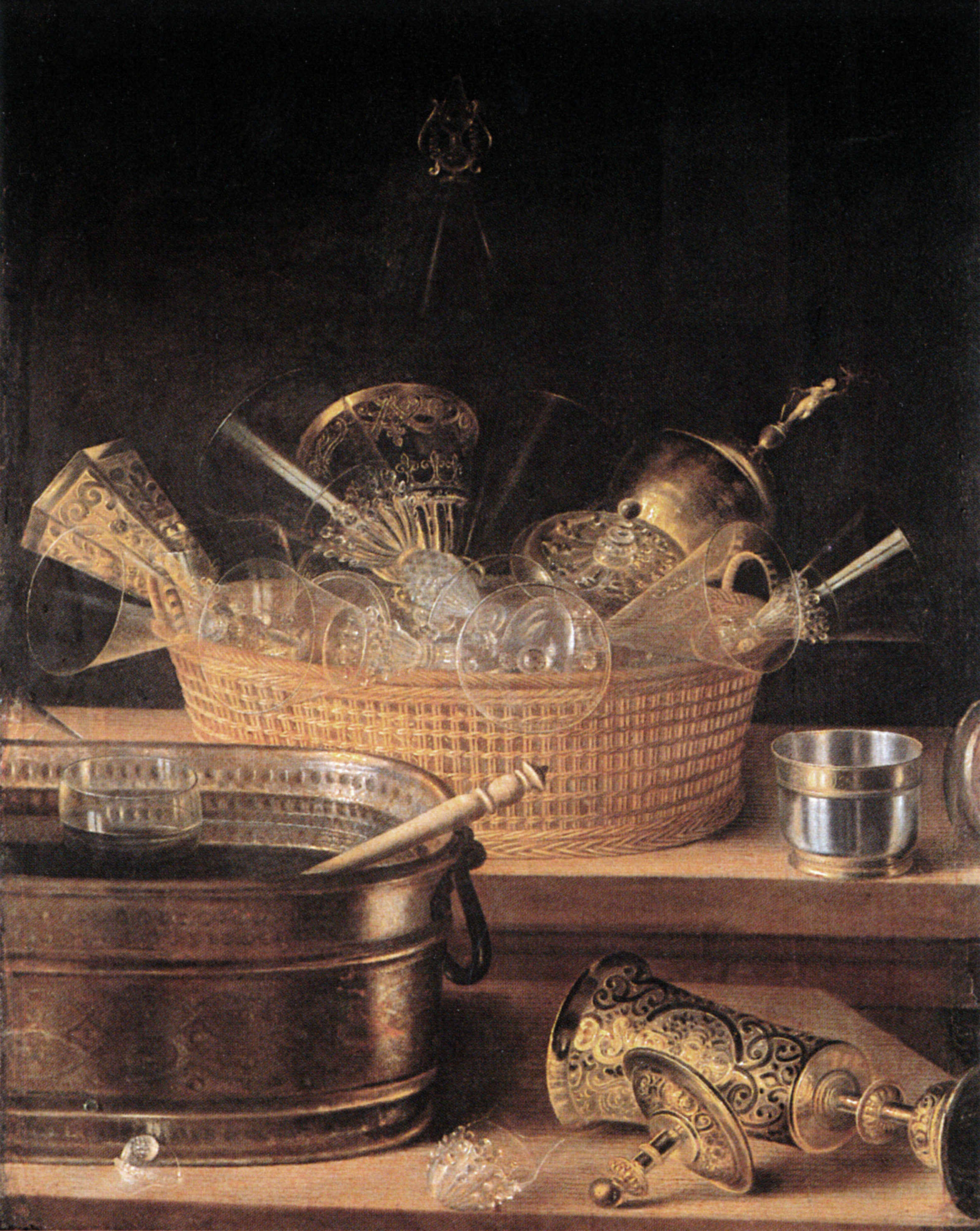
Стеклянные и металлические кубки в корзине
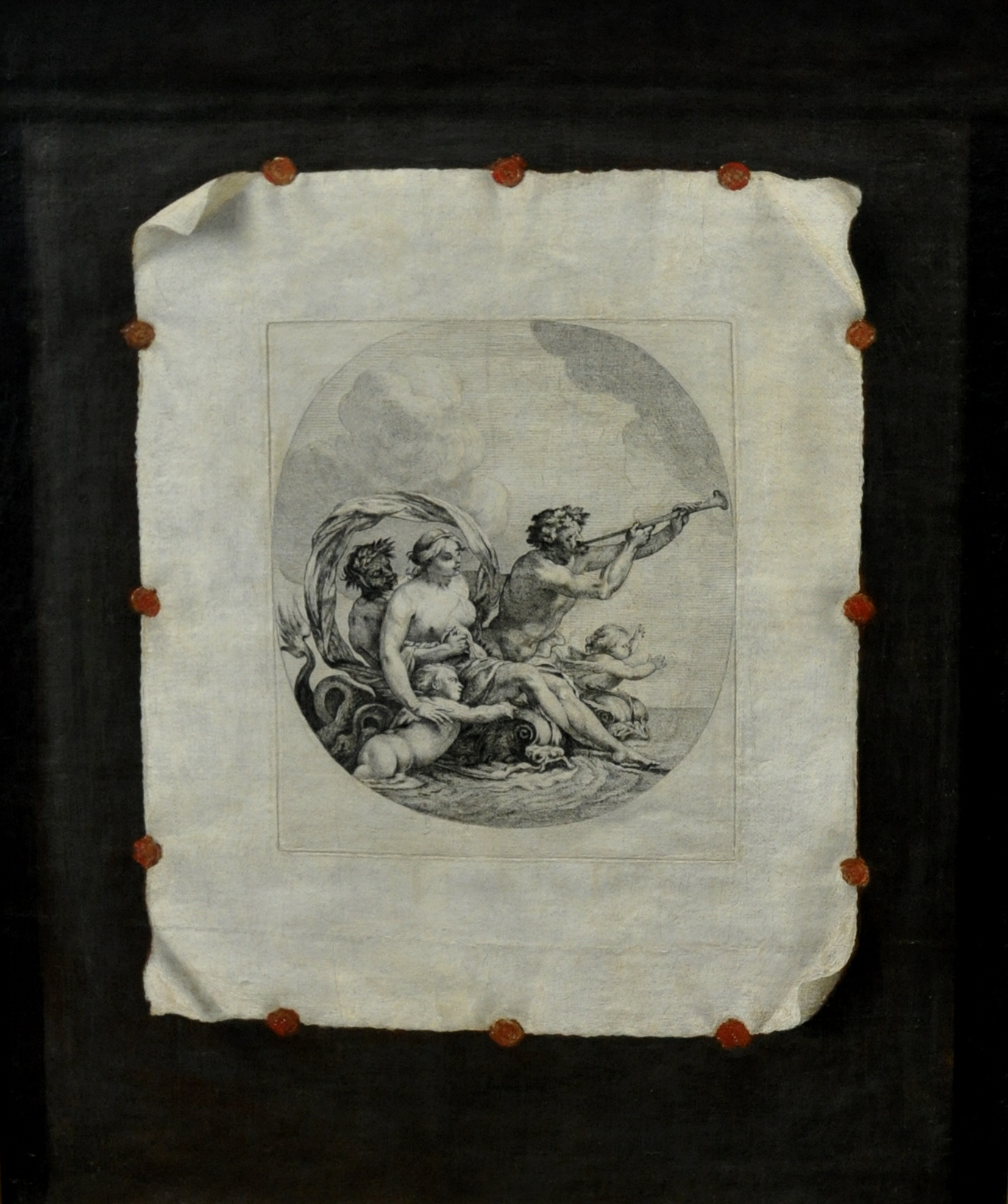
Трубач (Галатея)